# Chrudim město
Chrudim město je dopravna D3, někdejší stanice, ležící na severním okraji města Chrudim. Nachází se na trati Chrudim–Borohrádek, zároveň je konečnou stanicí pro od roku 2010 osobními vlaky neobsluhovanou Heřmanův Městec – Chrudim město. Odbočuje odtud i vlečka do chrudimského lihovaru.